# قائمة قرارات مجلس الأمن التابع للأمم المتحدة لعام 2019
تتضمن قائمة قرارات مجلس الأمن التابع للأمم المتحدة لعام 2019 جميع القرارات الصادرة عن مجلس الأمن التابع للأمم المتحدة خلال العام 2019.

## القائمة
| رقم القرار | الرمز            | نص القرار                         | موضوع القرار |
| ---------- | ---------------- | --------------------------------- | --- |
| 2452       | S/RES/2452(2019) | نص الوثيقة على موقع الأمم المتحدة | الحالة في الشرق الأوسط |
| 2453       | S/RES/2453(2019) | نص الوثيقة على موقع الأمم المتحدة | الحالة في قبرص |
| 2454       | S/RES/2454(2019) | نص الوثيقة على موقع الأمم المتحدة | الحالة في جمهورية أفريقيا الوسطى |
| 2455       | S/RES/2455(2019) | نص الوثيقة على موقع الأمم المتحدة | تقارير الأمين العام عن الحالة في السودان وجنوب السودان |
| 2456       | S/RES/2456(2019) | نص الوثيقة على موقع الأمم المتحدة | الحالة في الشرق الأوسط |
| 2457       | S/RES/2457(2019) | نص الوثيقة على موقع الأمم المتحدة | التعاون بين الأمم المتحدة والمنظمات الإقليمية ودون الإقليمية في صون السلم والأمن الدوليين - إسكات الأسلحة في أفريقيا                                      |
| 2458       | S/RES/2458(2019) | نص الوثيقة على موقع الأمم المتحدة | الحالة في غينيا - بيساو |
| 2459       | S/RES/2459(2019) | نص الوثيقة على موقع الأمم المتحدة | تقارير الأمين العام عن السودان وجنوب السودان |
| 2460       | S/RES/2460(2019) | نص الوثيقة على موقع الأمم المتحدة | الحالة في أفغانستان |
| 2461       | S/RES/2461(2019) | نص الوثيقة على موقع الأمم المتحدة | الحالة في الصومال |
| 2462       | S/RES/2462(2019) | نص الوثيقة على موقع الأمم المتحدة | التهديدات التي يتعرض لها السلام والأمن الدوليان نتيجة للأعمال الإرهابية: منع ومكافحة تمويل الإرهاب                                                        |
| 2463       | S/RES/2463(2019) | نص الوثيقة على موقع الأمم المتحدة | الحالة فيما يتعلق بجمهورية الكونغو الديمقراطية |
| 2464       | S/RES/2464(2019) | نص الوثيقة على موقع الأمم المتحدة | عدم الانتشار / جمهورية كوريا الشعبية الديمقراطية |
| 2465       | S/RES/2465(2019) | نص الوثيقة على موقع الأمم المتحدة | تقارير الأمين العام عن السودان وجنوب السودان |
| 2466       | S/RES/2466(2019) | نص الوثيقة على موقع الأمم المتحدة | المسألةالتي تتعلق بهايتي |
| 2467       | S/RES/2467(2019) | نص الوثيقة على موقع الأمم المتحدة | المرأة والسلام والأمن: العنف الجنسي في حالات النزاع |
| 2468       | S/RES/2468(2019) | نص الوثيقة على موقع الأمم المتحدة | المسألة التي تتعلق بالصحراء الغربية |
| 2469       | S/RES/2469(2019) | نص الوثيقة على موقع الأمم المتحدة | تقارير الأمين العام عن السودان وجنوب السودان |
| 2470       | S/RES/2470(2019) | نص الوثيقة على موقع الأمم المتحدة | الحالة في العراق |
| 2471       | S/RES/2471(2019) | نص الوثيقة على موقع الأمم المتحدة | تقارير الأمين العام عن السودان وجنوب السودان |
| 2472       | S/RES/2472(2019) | نص الوثيقة على موقع الأمم المتحدة | الحالة في الصومال |
| 2473       | S/RES/2473(2019) | نص الوثيقة على موقع الأمم المتحدة | الحالة في ليبيا |
| 2474       | S/RES/2474(2019) | نص الوثيقة على موقع الأمم المتحدة | حماية المدنيين في النزاعات المسلحة-الأشخاص المفقودون في النزاعات المسلحة                                                                                  |
| 2475       | S/RES/2475(2019) | نص الوثيقة على موقع الأمم المتحدة | حماية المدنيين في النزاعات المسلحة |
| 2476       | S/RES/2476(2019) | نص الوثيقة على موقع الأمم المتحدة | المسألةالتي تتعلق بهايتي |
| 2477       | S/RES/2477(2019) | نص الوثيقة على موقع الأمم المتحدة | الحالة في الشرق الأوسط |
| 2478       | S/RES/2478(2019) | نص الوثيقة على موقع الأمم المتحدة | الحالة فيما يتعلق بجمهورية الكونغو الديمقراطية |
| 2479       | S/RES/2479(2019) | نص الوثيقة على موقع الأمم المتحدة | تقارير الأمين العام عن السودان وجنوب السودان |
| 2480       | S/RES/2480(2019) | نص الوثيقة على موقع الأمم المتحدة | الحالة في مالي |
| 2481       | S/RES/2481(2019) | نص الوثيقة على موقع الأمم المتحدة | الحالة في الشرق الأوسط |
| 2482       | S/RES/2482(2019) | نص الوثيقة على موقع الأمم المتحدة | تهديدات للسلم والأمن الدوليين |
| 2483       | S/RES/2483(2019) | نص الوثيقة على موقع الأمم المتحدة | الحالة في قبرص |
| 2484       | S/RES/2484(2019) | نص الوثيقة على موقع الأمم المتحدة | الحالة في مالي |
| 2485       | S/RES/2485(2019) | نص الوثيقة على موقع الأمم المتحدة | الحالة في الشرق الأوسط |
| 2486       | S/RES/2486(2019) | نص الوثيقة على موقع الأمم المتحدة | الحالة في ليبيا |
| 2487       | S/RES/2487(2019) | نص الوثيقة على موقع الأمم المتحدة | رسالتان متطابقتان مؤرختان 19 كانون الثاني / يناير 2016 موجهتان إلى الأمين العام ورئيس مجلس الأمن من الممثل الدائم لكولومبيا لدى الأمم المتحدة (S/2016/53) |
| 2488       | S/RES/2488(2019) | نص الوثيقة على موقع الأمم المتحدة | الحالة في جمهورية أفريقيا الوسطى |
| 2489       | S/RES/2489(2019) | نص الوثيقة على موقع الأمم المتحدة | الحالة في أفغانستان |
| 2490       | S/RES/2490(2019) | نص الوثيقة على موقع الأمم المتحدة | تهديدات للسلم والأمن الدوليين |
| 2491       | S/RES/2491(2019) | نص الوثيقة على موقع الأمم المتحدة | صون السلام والأمن الدوليين |
| 2492       | S/RES/2492(2019) | نص الوثيقة على موقع الأمم المتحدة | تقارير الأمين العام عن السودان وجنوب السودان |
| 2493       | S/RES/2493(2019) | نص الوثيقة على موقع الأمم المتحدة | المرأة والسلام والأمن |
| 2494       | S/RES/2494(2019) | نص الوثيقة على موقع الأمم المتحدة | الحالة في الصحراء الغربية |
| 2495       | S/RES/2495(2019) | نص الوثيقة على موقع الأمم المتحدة | تقارير الأمين العام عن السودان وجنوب السودان |
| 2496       | S/RES/2496(2019) | نص الوثيقة على موقع الأمم المتحدة | الحالة في البوسنة والهرسك |
| 2497       | S/RES/2497(2019) | نص الوثيقة على موقع الأمم المتحدة | الحالة في أبيي |
| 2498       | S/RES/2498(2019) | نص الوثيقة على موقع الأمم المتحدة | الحالة في الصومال |
| 2499       | S/RES/2499(2019) | نص الوثيقة على موقع الأمم المتحدة | الحالة في جمهورية أفريقيا الوسطى |
| 2500       | S/RES/2500(2019) | نص الوثيقة على موقع الأمم المتحدة | الحالة في الصومال |
| 2501       | S/RES/2501(2019) | نص الوثيقة على موقع الأمم المتحدة | التهديدات التي يتعرض لها السلام والأمن الدوليان نتيجة للأعمال الإرهابية                                                                                   |
| 2502       | S/RES/2502(2019) | نص الوثيقة على موقع الأمم المتحدة | الحالة فيما يتعلق بجمهورية الكونغو الديمقراطية |
| 2503       | S/RES/2503(2019) | نص الوثيقة على موقع الأمم المتحدة | الحالة في الشرق الأوسط |

## المرجع
1. ↑  "Resolutions adopted by the Security Council in 2019" [القرارات التي اعتمدها مجلس الأمن في عام 2019] (بالإنجليزية). الأمم المتحدة. Archived from the original on 15 كانون الثاني / يناير 2020. Retrieved 15 كانون الثاني / يناير 2020. {{استشهاد ويب}}: تحقق من التاريخ في: |تاريخ الوصول= and |تاريخ أرشيف= (help)